# Marshallkreek
Marchallkreek es uno de los seis ressorts, o en neerlandés ressorten, en los que se divide el distrito de Brokopondo en Surinam, es el ressort más al norte del distrito.
Limita al norte y al este con el distrito de Para, al sur con el ressort de Klaaskreek y al oeste con el ressort de Kwakoegron.
En 2004, Marchallkreek, según cifras de la Oficina Central de Asuntos Civiles tenía 1,001 habitantes.